# 1045
1045 (MXLV) fue un año común comenzado en martes del calendario juliano.

## Acontecimientos
- El Imperio bizantino conquista Armenia, en la última acción ofensiva en Asia de su historia.
- Se inventa en China la imprenta de tipos móviles.
- Empieza la construcción de la Catedral de santa Sofía de Nóvgorod
- Silvestre III es nombrado papa de Roma.
- Benedicto IX sucede a Silvestre III como papa.
- Gregorio VI sucede a Benedicto IX como papa.

## Fallecimientos
- Gonzalo I de Ribagorza - Infante de Navarra y Castilla y conde de Ribagorza y de Sobrarbe